# Chaetonotus condensus
Chaetonotus condensus är en djurart som tillhör fylumet bukhårsdjur, och som beskrevs av Mock 1979. Chaetonotus condensus ingår i släktet Chaetonotus och familjen Chaetonotidae. Inga underarter finns listade i Catalogue of Life.